# Hüseyin Göçek
Hüseyin Göçek (Isztambul, 1976. november 30. –) török nemzetközi labdarúgó-játékvezető.

## Pályafutása

### Sportolóként
Fiatalon a Leventspor klubban kezdett focizni, majd a Beşiktaş JK-ban folytatta. Magassága nem a legjobban érvényesült a játéktéren, ezért átigazolt a kosárlabda sportágba. Játszott a Kosárlabda-szakosztályban, az Ülkerspor, a Kurtuluşspor és Tekelspor egyesületekben.

### Nemzeti játékvezetés
A játékvezetői vizsgát 1996-ban Isztambulban tette le. Nemzeti labdarúgó-szövetségének megfelelő játékvezető bizottságai minősítése alapján jutott magasabb osztályokba. 1998-tól a TFF 3. Liga, 2001-től a TFF 2. Liga, 2002-től a TFF 1. Liga, 2004-től a Turkcell Süper Lig játékvezetője. A küldési gyakorlat szerint rendszeres 4. bírói szolgálatot is végez. Első ligás mérkőzéseinek száma: 169 (2015. május 14.).

#### Nemzeti kupamérkőzések
Vezetett kupadöntők száma: 1.

##### Török labdarúgókupa
| Időpont        | Helyszín                     | Mérkőzés típusa | Mérkőzés                     | Eredmény | Nézők száma |
| -------------- | ---------------------------- | --------------- | ---------------------------- | -------- | ----------- |
| 2014. május 7. | Konya Atatürk Stadion, Konya | döntő           | Galatasaray SK–Eskişehirspor | 1 – 0    | 22 456      |

### Nemzetközi játékvezetés
A Török labdarúgó-szövetség Játékvezető Bizottsága (JB) terjesztette fel nemzetközi játékvezetőnek, a Nemzetközi Labdarúgó-szövetség (FIFA) 2008-tól tartja nyilván bírói keretében. A FIFA JB központi nyelvei közül a angolt beszéli. Az FIFA JB besorolása szerint 2011-től első kategóriás bíró. Több nemzetek közötti válogatott és Európa-liga klubmérkőzést vezetett, vagy működő társának 4. bíróként segített. A török nemzetközi játékvezetők rangsorában, a világbajnokság-Európa-bajnokság sorrendjében többedmagával a 7. helyet foglalja el 4 találkozó szolgálatával. Válogatott mérkőzéseinek száma: 11 (2015. június 24.).
| Időpont           | Helyszín             | Mérkőzés típusa           | Mérkőzés              | Eredmény | Nézők száma |
| ----------------- | -------------------- | ------------------------- | --------------------- | -------- | ----------- |
| 2009. február 11. | Mardan Stadion, Aksu | első válogatott mérkőzése | Észtország–Kazahsztán | 0 – 2    | 200         |

#### Labdarúgó-világbajnokság
A világbajnoki döntőkhöz vezető úton Brazíliába a XX., a 2014-es labdarúgó-világbajnokságra a FIFA JB játékvezetőként alkalmazta. Selejtező mérkőzéseket az UEFA zónában vezetett.

##### 2014-es labdarúgó-világbajnokság

###### Selejtező mérkőzés
| Időpont              | Helyszín                     | Mérkőzés típusa           | Mérkőzés                       | Eredmény | Nézők száma |
| -------------------- | ---------------------------- | ------------------------- | ------------------------------ | -------- | ----------- |
| 2012. szeptember 11. | Stade de France, Saint-Denis | előselejtező (I. csoport) | Franciaország–Fehéroroszország | 3 – 1    | 52 552      |

#### Labdarúgó-Európa-bajnokság
Az európai labdarúgó torna döntőjéhez vezető úton Franciaországba a XV., a 2016-os labdarúgó-Európa-bajnokságra az UEFA JB játékvezetőként foglalkoztatta.

##### 2016-os labdarúgó-Európa-bajnokság

###### Selejtező mérkőzés
| Időpont           | Helyszín                       | Mérkőzés típusa           | Mérkőzés                 | Eredmény | Nézők száma |
| ----------------- | ------------------------------ | ------------------------- | ------------------------ | -------- | ----------- |
| 2014. október 10. | Renzo Barbera Stadion, Palermo | előselejtező (H. csoport) | Olaszország–Azerbajdzsán | 2 – 1    | 30 000      |
| 2015. június 14.  | Friends Arena, Solna           | előselejtező (G. csoport) | Svédország–Montenegró    | 3 – 1    | 32 224      |